# Antictenia
Antictenia is een geslacht van vlinders van de familie spanners (Geometridae), uit de onderfamilie Oenochrominae.

## Soorten
- A. punctunculus T.P.Lucas, 1892
- A. torta Prout, 1921